# Kodjupet

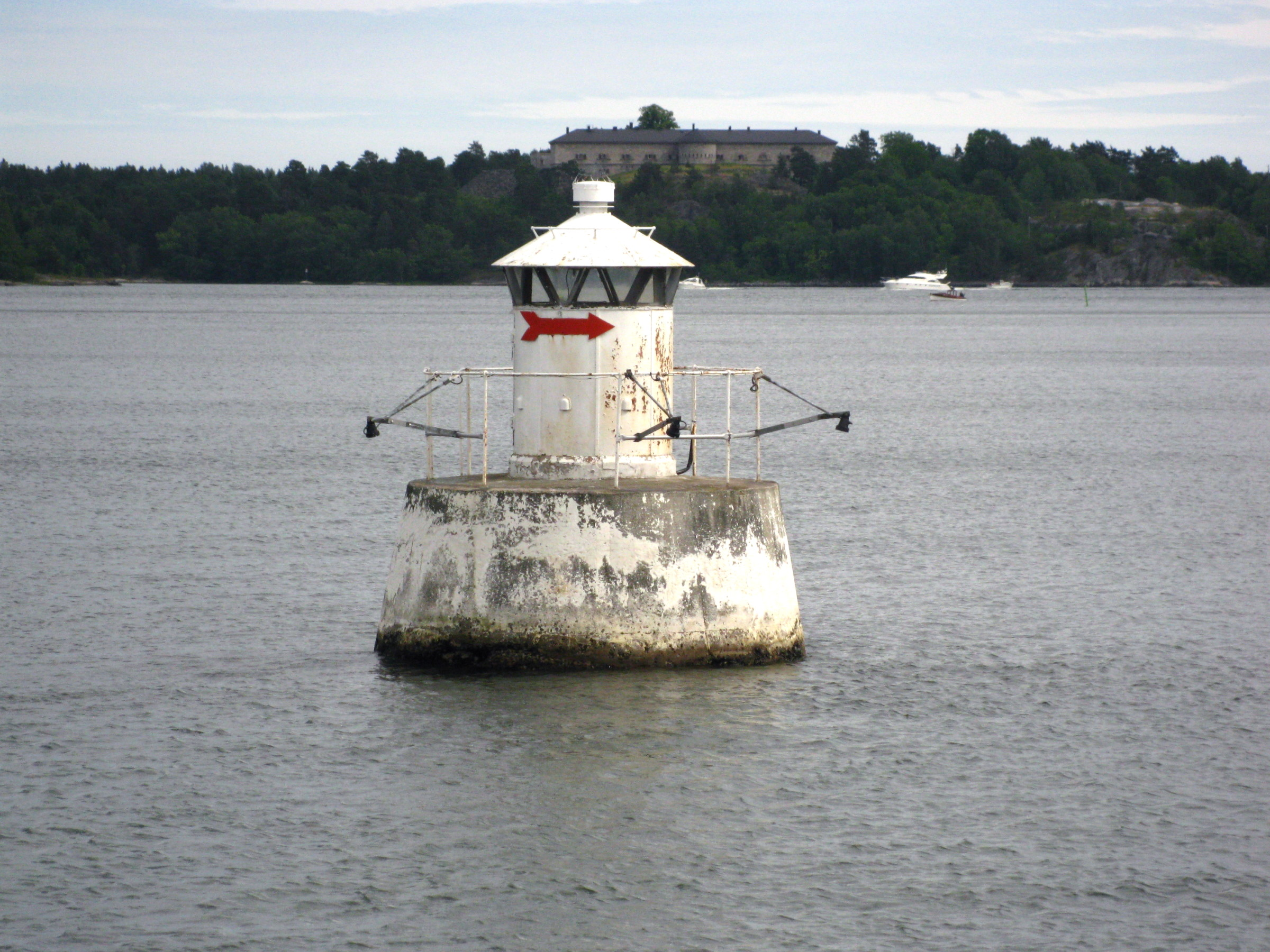
Kodjupets fyr markerar farleden mellan Edholma och Stegesund-Hästholmen. Fyren är sedan länge släckt och fungerar bara som fast sjömärke. I bakgrunden syns Rindö redutt.

Kodjupet, förr även kallat Koggdjupet, är en trång och krokig farled belägen utanför Vaxholm. Den är en del av norra farleden från Trälhavet i Stockholms skärgård in till Stockholms hamn. Denna led är kortare men lämpad endast för mindre fartyg på grund av ett minsta vattendjup på 3,3 meter. Den längre och djupare leden avsedd för större fartyg går genom Oxdjupet förbi Oskar-Fredriksborg. De båda farlederna återförenas vid Karlsudd i söder och på Trälhavet i norr.

## Historia
Redan 1549 beordrade Gustav Vasa att Oxdjupet, som är ett sund mellan Rindö och Värmdö, skulle fyllas upp och spärras av så att all trafik tvingades ta vägen genom Kodjupet förbi Vaxholm som var starkare befäst. I Kodjupet finns fortfarande flera sjunkna skepp som sänktes av svenskarna för att försvåra fiendens framfart när ryssarna försökte invadera Stockholm vid 1700-talets början. 1833–1863 moderniserades Vaxholms fästning. De vapentekniska landvinningarna medförde att kastellets konstruktion snart var föråldrad, samtidigt som de allt större och djupgående handelsfartygen hade svårt att navigera i Kodjupet vid Vaxholm. 1867 års befästningskommitté föreslog därför att Oxdjupet åter skulle muddras för sjöfarten och att försvaret på Rindösidan skulle förstärkas och permanentas genom fortet Oskar-Fredriksborg. Oxdjupet blev därför nu huvudfarleden för de större fartygen för trafiken till och från Stockholm.